# Kap Polar Star
Kap Polar Star ist ein wuchtiges Kap, das den südwestlichen Ausläufer der Coulman-Insel vor der Borchgrevink-Küste des ostantarktischen Viktorialands bildet.
Das Advisory Committee on Antarctic Names benannte es 1997. Namensgeber ist der Eisbrecher USCGC Polar Star, der seit der Operation Deep Freeze des Jahres 1978 hauptsächlich im Rossmeer zum Einsatz kommt.